# Chasseradès
Chasseradès (okcitán nyelven Chassaladès) korábbi község Franciaország Okcitánia régiójában, Lozère megyében. 2011-ben 154 lakosa volt.
2017. január 1-jén öt másik korábbi községgel egyesült és az így létrejött Mont Lozère et Goulet új község része lett.

## Fekvése
Chasseradès a Chassezac völgyében fekszik Le Bleymardtól 17 km-re északkeletre, 1160 méteres (a községterület 951-1482 méteres) tengerszint feletti magasságban. Délről a Goulet-hegy, északról a Moure de Gardille (1503 m) gránitmasszívumai övezik, utóbbi déli lejtőin (a község területén) ered az Allier folyó. A községterület 55%-át (34,21 km²) erdő borítja (Serreméjan-, Mas de l’Ayre- és Goulet állami erdők).
Nyugatról Belvezet és Saint-Frézal-d’Albuges, északról Cheylard-l’Évêque, északkeletről Luc, keletről La Bastide-Puylaurent és Prévenchères, délről Altier és Cubières, délnyugatról pedig Le Bleymard községekkel határos.
A D6-os megyei út köti össze a Pierre Plantée-hágóval (16 km) és La Bastide-Puylaurent-tal (10 km), a D120-as Le Bleymarddal. Vasútállomás a Translozérien-vonalon.
A községhez tartozik Chabalier, Mirandol, Le Mas, La Gare, L’Estampe, La Rochette, Hérals, Chaballeyret, Grossefage, Prat Claux és Daufage.

## Története
Chasseradès a történelmi Gévaudan tartomány Tourneli báróságához tartozott. Első írásos említése 1227-ből származik. Az elvándorlás következtében lakosságszáma az elmúlt két évszázadban ötödére csökkent.

### Demográfia
| Év   | Lakosság |
| ---- | -------- |
| 1793 | 795      |
| 1851 | 801      |
| 1876 | 687      |
| 1901 | 865      |
| 1936 | 603      |

| Év   | Lakosság |
| ---- | -------- |
| 1946 | 557      |
| 1954 | 333      |
| 1962 | 305      |
| 1968 | 288      |

| Év   | Lakosság |
| ---- | -------- |
| 1975 | 247      |
| 1982 | 188      |
| 1990 | 151      |
| 1999 | 150      |
| 2010 | 158      |

## Nevezetességei
- Saint-Blaise templom - román stílusban épült a 12. században. Berendezése nagyrészt 18. századi.
- A Translozérien-vasútvonal viaduktja Mirandolnál.
- A Chabaleyret-kastély a 17. században épült.
- Az első világháború áldozatainak emlékművét 1923-ban emelték.[4]

## Kapcsolódó szócikk
- Lozère megye községei